# Heidelberger Life-Science Lab
Das Heidelberger Life-Science Lab ist seit 2002 eine Einrichtung des Deutschen Krebsforschungszentrums (DKFZ, Heidelberg) und hat die Förderung mathematisch und naturwissenschaftlich-technisch besonders interessierter und begabter Mittel- und Oberstufenschüler zur Aufgabe. Der Schwerpunkt liegt auf den Life-Sciences, die den Standort Heidelberg in besonderem Maße prägen. Zugleich sollen Lernprozesse eingeleitet werden, die zur Entwicklung fächerübergreifender Kompetenzen und bildungsrelevanter Persönlichkeitsmerkmale beitragen. Dabei werden auch neue didaktische Ansätze wie Partizipation an authentischen Forschungs- und Entwicklungstätigkeiten, Vermittlung fachspezifischer Repräsentations- und Diskursformen und kollaboratives Lernen in wissensbildenden Gemeinschaften erprobt.

## Bildungslinien

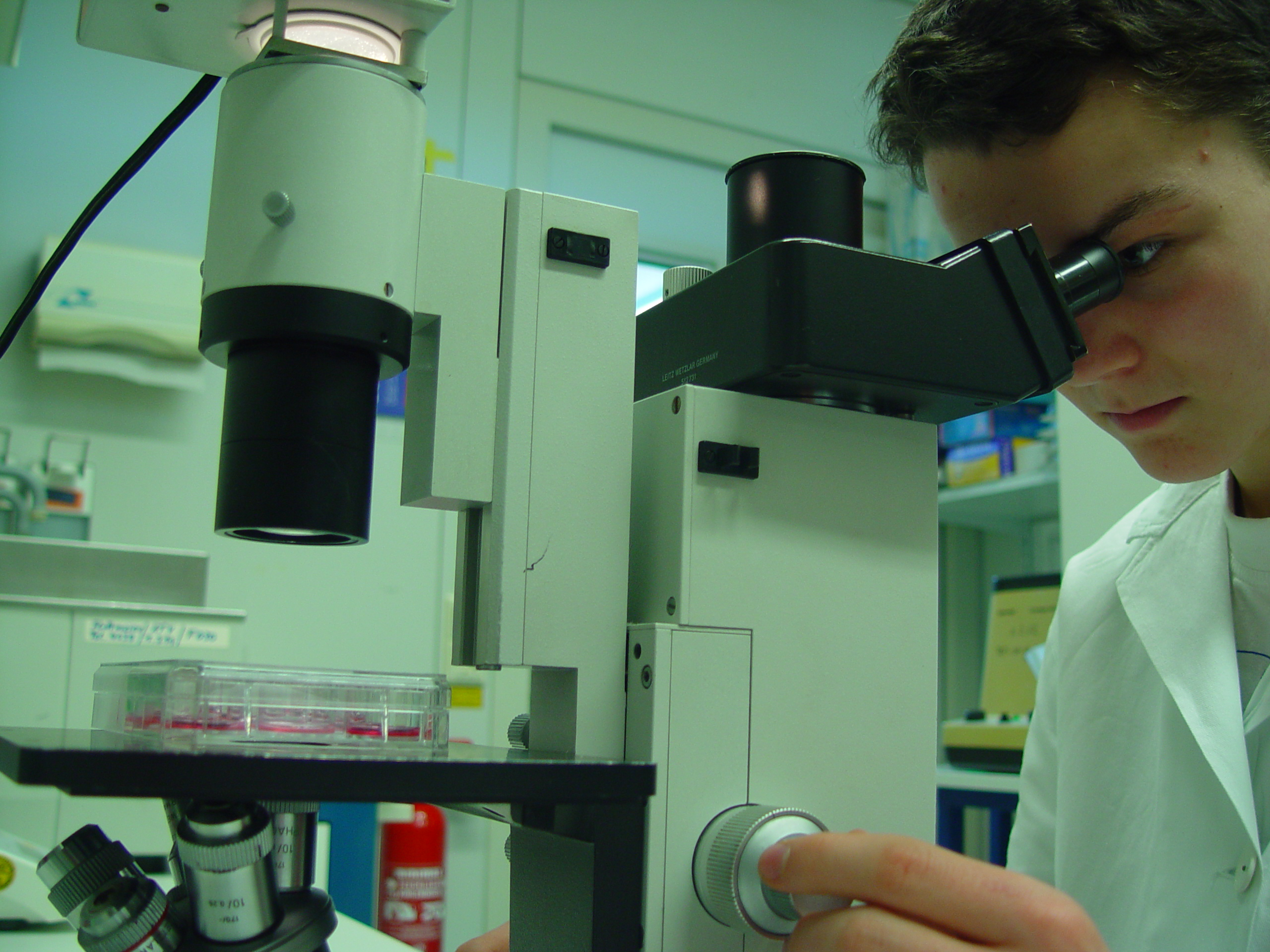
Teilnehmer beim Arbeiten am selbstständigen Forschungsprojekt zum Strahlenhormesis-Effekt

Die Förderung besteht aus einem außerschulischen Programm in Form von:
- In öffentlichen Freitagsvorlesungen soll die Neugierde der Schüler geweckt werden. Die Vortragsthemen wechseln zwischen naturwissenschaftlichen, lerntheoretischen und philosophischen Inhalten.
- Die Kernarbeit wird in Arbeitsgruppen geleistet, in denen die Schüler unter mentorieller Leitung je eines Wissenschaftlers, Lehrers und Studenten selbst Ort, Zeit und Inhalt der kollaborativen Projektarbeit bestimmen. Derzeit sind 22 Arbeitsgruppen eingerichtet, die an authentischen Forschungstätigkeiten wissenschaftspropädeutisches Arbeiten erlernen: Astrophysik, Biochemie, Biomathematik, Chemie, Experimentalphysik, Geschichte, Informatik, Klima und Umwelt, Kunst, Mathematik, Medizin, Molekulare Zellbiologie, Neuropsychologie, Pharmazie, Philosophie, Politikwissenschaften, Quantenphysik, Robotik, Synthetische Biologie, Systembiologie, Theoretische Physik, Wirtschaft, Zoologie.
- In Wochenendseminaren werden Themen behandelt, die die Arbeit der Arbeitsgruppen ergänzen und erweitern.
- Nationale und internationale Ferienakademien ermöglichen den Teilnehmern, die erworbenen Fähigkeiten im internationalen Kontext einzuordnen. Im Jahr 2007 wurde im Rahmen der International Science Academy Estland erstmals ein grenzenüberschreitendes Austauschprojekt in Kooperation mit der Teaduskool der Universität Tartu, der landesweiten Begabtenförderung Estlands, durchgeführt. Seit 2003 gestalten die Abiturienten des Life-Science Labs alle zwei Jahre eine vierwöchige Akademie mit Laborpraktika an den Universitäten in Stanford und Berkeley.

## Teilnahme und Bewerbung
Jeder Schüler kann in der Mittel- und Oberstufe kontinuierlich teilnehmen. Die Teilnahme ist freiwillig und endet mit dem Abitur. Die Abiturienten können als Alumni weiterhin am Projekt arbeiten und ihre Erfahrungen als studentische Mentoren zurückgeben. Seit 2005 wird das Projekt durch den studentischen Verein der Alumni des Heidelberger Life-Science Lab e.V. unterstützt, der die Ehemaligen-Aktivitäten bündelt und die Vernetzung der ehemaligen Teilnehmer fördert.
Schüler ab der 8. Klasse können sich mit einem Eigenvortrag über ein selbst gewähltes Thema bewerben, dieser wird mit einem Auswahlgremium aus Projektmentoren und Fachreferenten diskutiert. Es gibt keine Aufnahmequoten.

## Gesellschaftliche und wissenschaftliche Relevanz
Eine grundlegende Eigenschaft des Life-Science Lab ist die Forschungseinbindung. Die betreuenden Mentoren sind aktive Wissenschaftler des DKFZ, des EMBL, der Universitäten Heidelberg und Mannheim sowie der ansässigen Max-Planck-Institute.
Das Heidelberger Life-Science Lab wird zudem durch zahlreiche Kooperationspartner aus Wissenschaft, Wirtschaft und dem öffentlichen Raum unterstützt und arbeitet mit dem Bundesministerium für Bildung und Forschung zusammen.
2009 wurde das Life-Science Lab mit dem Hauptpreis des Wettbewerbs „Schule trifft Wissenschaft“ der Robert Bosch Stiftung ausgezeichnet. 2010 wurde die Einrichtung mit der Auszeichnung „Ausgewählter Ort der Ideen“ der Standortinitiative „Deutschland – Land der Ideen“ geehrt.